# Re:Creators

A Re:Creators egy japán anime sorozat, amelyet a Troyca készített. A sorozat egy középiskolás diákról szól, aki több manga, anime és videojáték-szereplő csatájába keveredik, akik valamilyen módon megjelennek a való világban. A sorozatot 2017 áprilisától szeptemberig sugározták, és kizárólag az Amazon Video szolgáltatásán mutatták be. Daiki Kase manga- adaptációja sorozatosan jelent meg a Shogakukan Monthly Sunday Gene-X -ben 2017 áprilisa és 2019 novembere között.

## Cselekmény
Sōta Mizushino egy fiatal középiskolás diák és animerajongó, aki arról álmodik, hogy saját Light Novelt írjon. Miközben az Elemental Symphony of Vogelchevalier című mecha light-regény anime adaptációját nézi, hogy ihletet keressen, a táblagép felpörög, és magával rántja az anime világába, ahol szemtanúja lesz az anime szereplője, Selesia és egy titokzatos lány csatájának, aki katonai egyenruhát visel. Miután visszatért Selesiával, Sōta felfedezi, hogy más, különböző történetekből és médiából származó szereplőket is behoztak a való világba, és némelyikük a katonai egyenruhás hercegnőhöz csatlakozott, aki megígérte nekik,  véget vet a világukban folyó viszályoknak. Hogy megállítsák, Sōta, Selesia és Meteora megállapodnak abban, hogy megtalálják a többi szereplőt, és maguk mellé állítják őket, mielőtt a katonai egyenruhás hercegnő elpusztít minden világot

## Karakterek

### Fő
Sōta Mizushino (水篠颯太; Hepburn: Mizushino Sōta)
Szinkronhangja: Daiki Yamashita  (japán) 
16 éves középiskolás diák, aki szeret rajzolni. Régen  Setsuna barátja volt, aki  Altairt alkotta (Katonai Egyenruhás hercegnő). Azonban féltékeny lett rá, mert mindenkinek tetszettek a rajzai, míg az övét többnyire figyelmen kívül hagyták. Ennek eredményeként nem védte meg, mikor plágiummal vádolták meg a lányt. Miután azonban megtudta, hogy öngyilkos lett,  traumát kapott. Ennek eredményeként, amikor megtudta Altair valódi kilétét, kezdetben titokban tartotta ezt a többiek előtt, nem tudott szembenézni démonaival. Azonban végül erőt vesz magán, és elhatározza, hogy megállítja Altairt, hogy vezesse a tetteit.

Altair (アルタイル; Hepburn: Arutairu)
Szinkronhangja: Aki Toyosaki  (japán) 
Egy titokzatos fiatal lány, kezdetben Katonai Egyenruhás Hercegnő (軍服の姫君; Hepburn: Gunpuku no Himegimi)  aki a többi alkotást a való világba hozta. Miközben azt állította, hogy ezzel akarja kényszeríteni az alkotóikat a világ megváltoztatására, valójában a valós világ elpusztítására törekszik, saját teremtője halála miatt. Végül kiderül, hogy az Altair: World Étude című videoklipből származik. Történet nélküli alkotás lévén, képes erőt átvenni a róla szóló fan-fictionökből; ezt a képességét "Holopsicon"-nak nevezi. E képességek túlzott használata azonban meggyengíti, bár ezt megkerülheti, ha megszerzi a nézők jóváhagyását.

Setsuna Shimazaki (シマザキセツナ; /; Hepburn: Shimazaki Setsuna) Yuna Shimazaki (島崎 由那; Hepburn: Shimazaki Yuna)
Szinkronhangja: Ayaka Ōhashi  (japán)
Az Altair: World Étude című online videó készítője, amelyből az Altair is származott. Eredetileg amatőr mangaművész volt, és amikor a közösség felfigyelt rá, ismertebb név lett. A középiskolában összebarátkozik Sótával, mielőtt a rajzaira felfigyelnének, de miután elismerést nyer, eltávolodnak egymástól.

### Alkotások
Alkotások ,kitalált karakterek, akik különböző animékből, mangákból, light novelekből, és videójátékokból kerültek át az emberi világba, Altair által. A saját világukban szerzett különleges képességeiket, a valós világban is képesek használni, amivel emberfeletti küzdelmekre képesek. Fejlődésükhöz a rajongók elfogadása szükséges.
Selesia Upitiria (セレジア・ユピティリア; Hepburn: Serejia Yupitiria)
Szinkronhangja: Mikako Komatsu  (japán)
A főszereplője az Elemental Symphony of Vogelchevalier (精霊機想曲フォーゲルシュバリエ; Hepburn: Seireikisōkyoku Fōgerushubarie) című animének. Egy női lovag aki társával Charonnal harcol a sorozat antagonistái ellen. Képes repülni, fegyverként egy kardot használ és egy mecha tulajdonosa. Ideiglenesen megszerezte a tűzmágia képességét. A való világba történő megérkezése után nem igazán akarta elfogadni, hogy ő egy anime főszereplője, de később megbékélt ennek a gondolatával.
Meteora Österreich (メテオラ・エスターライヒ; Hepburn: Meteora Esutāraihi)
Szinkronhangja: Inori Minase  (japán), Sayaka Ohara (delusion; ep. 13)
NPC egy nyílt világú RPG játékban, az Avalken of Reminisce. Bár eléggé sztoikus, mégis erős akaratú stratéga. Az alkotók védelmén fáradozik, mivel úgy gondolja, a játékát jól elkészítették. Varázslatokat használ, de igazi ereje a tervezésben és a taktikázásban van.
Mamika Kirameki (煌樹まみか; Hepburn: Kirameki Mamika)
Szinkronhangja: Rie Murakawa  (japán)
A fő protagonistája a Magical Slayer Mamika (マジカルスレイヤー・まみか; Hepburn: Majikaru Sureiyā Mamika) című animének. Kezdetben naivan Altair mellé állt, és mindenre erőszakot alkalmazott megoldásként. Viszont ráébredt a képmutatására, és Altair valódi céljaira, és ellene fordul, de egy összecsapás alkalmával megölik. Ő az egyetlen alkotás, akinek nem ismerjük a készítőjét.
Yūya Mirokuji (弥勒寺優夜; Hepburn: Mirokuji Yūya)
Szinkronhangja: Kenichi Suzumura  (japán)
A fő antagonistája a  Lockout Ward Underground -Dark Night- (閉鎖区underground-dark night-; Hepburn: Heisaku Underground - dark night -) mangának. A manga főszereplőjének Shonak az egykori barátja, de megölte a barátjukat, és Sho testvérét.
Alicetaria February (アリステリア・フェブラリィ; Hepburn: Arisuteria Feburarī)
Szinkronhangja: Yōko Hikasa  (japán)
The protagonist of the fantasy epic manga and anime franchise Alicetaria of the Scarlet (緋色のアリステリア; Hepburn: Hiiro no Arisuteria). She is a princess and a knight who constantly fights a losing battle against the series' antagonists. She fights using a lance and uses magic through her "Gauntlet of Götz von Berlichingen". She also rides on a pegasus. Upon arriving in the real world, she gained an intense hatred of her creator, Gai, for making her world into such a dark setting for the sake of "entertainment" and suffered from a mild identity crisis upon learning that she is a creation. She desired to use the creators' power to save her world and fell into denial upon learning that this is impossible. She is aligned with Altair, due to her desire to change her world.
Blitz Talker (ブリッツ・トーカー; Hepburn: Burittsu Tōkā)
Szinkronhangja: Atsushi Ono  (japán)
A secondary character from the cyberpunk anime and manga Code・Babylon. He is the partner of the protagonist and works for the "Flashlight Detective Office", which hunts monsters. He uses a gun and a watch that allows him to fly. He also possesses special bullets called "Gravity Bombs". Upon arriving in the real world, he sides with Altair because she resembles his deceased daughter, Erina, and to get revenge on his creator, Shunma, for killing her.
Rui Kanoya (鹿屋瑠偉; Hepburn: Kanoya Rui)
Szinkronhangja: Sora Amamiya  (japán)
The main protagonist of the mecha anime Infinite Divine Machine Mono Magia (無限神機モノマギア; Hepburn: Mugen Shinki Mono Magia) who protects the series' futuristic setting from the antagonists. While normally pretty energetic, he also gets whiny easily. He pilots the giant robot "Gigas Machina", which is equipped with a huge arsenal of futuristic weapons. After coming to the real world and learning that he's a creation, he isn't dismayed and even comes to take pride in it. He joins Sōta's group because they are the first faction he meets.
Magane Chikujōin (築城院真鍳; Hepburn: Chikujōin Magane)
Szinkronhangja: Maaya Sakamoto  (japán)
An antagonist from the light novel and anime series Record of the Night Window Demon (夜窓鬼録; Hepburn: Yasōkiroku). While putting on the guise of an energetic high school student, she is really a psychotic murderer who killed her entire school. She possesses an ability called "Infinite Deception of Words" that allows her to bend reality through lies; Upon arriving in the real world, she joins neither Sōta's nor Altair's faction and causes trouble for both sides.
Hikayu Hoshikawa (星河 ひかゆ; Hepburn: Hoshikawa Hikayu)
Szinkronhangja: Shiina Natsukawa  (japán)
A heroine from the all-ages version of adult dating sim game The Milky Way of a Starry Sky (ほしぞら☆ミルキーウェイ; Hepburn: Hoshizora☆Mirukīwei). She is found by Selesia and Rui. As she has no fighting powers at all, her creator comes up with the idea of creating a fan disk to give her some. As a result, she fights using a Nunchaku and monstrous strength, and calls herself "Extreme Final Legend Martial Artist", even though she herself is embarrassed over it. She aligns herself with Sōta's group, and works to return to her world.
Shō Hakua (白亜翔; Hepburn: Hakua Shō)
Szinkronhangja: Nobuhiko Okamoto  (japán)
The main protagonist of the Lockout Ward Underground -Dark Night- (閉鎖区underground-dark night-; Hepburn: Heisaku Underground - dark night -) action manga. He was once the best friend of the series' antagonist, Yūya, until the latter supposedly killed their friend and his sister. Afterwards, he was granted a spirit called an "Astral Double" named "Bayard" by a fortuneteller to take revenge on Yūya. He fights using a retractable three-section staff and can summon "Bayard" to fight by his side. "Bayard" can also attack using reflections. Upon arriving in the real world, he allies himself with Altair because she is Yūya's enemy.
Erina Talker (エリナ・トーカー; Hepburn: Erina Tōkā)
Szinkronhangja: Manaka Iwami  (japán)
A supporting character from the cyberpunk anime and manga Code・Babylon. She is Blitz' daughter. At some point in the story, she was abducted by an antagonist and fused to a portal that would unleash monsters into the world, forcing Blitz to kill her.
Charon Seiga (カロン・セイガ; Hepburn: Karon Seiga)
Szinkronhangja: Daisuke Ono  (japán)
The main male protagonist of the Elemental Symphony of Vogelchevalier (精霊機想曲フォーゲルシュバリエ; Hepburn: Seireikisōkyoku Fōgerushubarie) light novel series. He is a knight who, alongside his partner Selesia, fights against the series' antagonists. However, as the series progressed, his resolve wavered. He fights using a sword and pilots a darker version of "Vogelchevalier". Upon arriving in the real world and learning that he's a creation, he fell into despair and allied himself with Altair to use the creators' power to save his world.
Creators (創造主; Hepburn: Sōzōshu) Az alkotások készítői. Írók, karakter dizájnerek, animátorok, saját sorozatuk alkotói. Új képességekkel tudják felruházni hőseiket, ha elég pozitív választ vált ki az olvasókból a változtatás.
Takashi Matsubara (松原祟; /; Hepburn: Matsubara Takashi) Takeshi Ōsawa (大沢 武志; Hepburn: Ōsawa Takeshi)
Szinkronhangja: Katsuyuki Konishi  (japán)
Takashi az Elemental Symphony of Vogelchevalier  című könnyűregény eredeti szerzője. Míg ő és Selesia kezdetben összetűzésbe került a mű iránti hozzáállása miatt, végül egyre nagyobb tiszteletet kezdett érezni Selesia iránt, és végül már szinte a saját lányának tekintette
Marine (まりね; /) Ayano Kōura (皇浦 綾乃; Hepburn: Kōura Ayano)
Szinkronhangja: Hisako Kanemoto  (japán)
Marine a Vogelchevalier elemi szimfónia című light novel illusztrátora . Hagyja, hogy  Szelesia és Meteora nála lakjon, mivel Sōta nem tudta továbbra is ellátni őket. Valójában meglehetősen bizonytalan az illusztrációival kapcsolatban, mert azt hiszi, hogy azok rosszabbak, mint más nagyszerű illusztrátoroké. Ezt a bizonytalanságot azonban eltökélt szándékaként használja fel rajzkészségének továbbfejlesztésére.
Masaaki Nakanogane (中乃鐘 昌明; Hepburn: Nakanogane Masaaki)
Szinkronhangja: Ryō Sugisaki  (japán)
Az Infinite Divine Machine Mono Magia című anime forgatókönyvírója. Először Rui-t találja meg, amikor az animét nézi. Később Takashival együtt vezeti a kormányterv írását.
Shunma Suruga (駿河 駿馬; /; Hepburn: Suruga Shunma) Chika Ōsawa (大沢 智加; Hepburn: Ōsawa Chika)
Szinkronhangja: Minako Kotobuki  (japán)
A Code・Babylon című mangasorozat szerzője, aki Kansai dialektusban beszél.Az írói álneve és művészeti stílusa miatt gyakran férfinak hiszik. Annak eredményeként, hogy történeteit a közönsége elutasította, nagyon cinikussá vált a szórakoztatóiparral szemben. Ez arra is készteti, hogy nagyon messzire menjen annak érdekében, hogy történetei érdekesek maradjanak, még akkor is, ha ez azt jelenti, hogy szörnyű módon kell megölnie a karaktereket.
Ryō Yatōji (八頭司 遼; /; Hepburn: Yatōji Ryō) Ryōsuke Gōda (合田 亮介; Hepburn: Gōda Ryōsuke)
Szinkronhangja: Daiki Hamano  (japán)
A Lockout Ward Underground -Dark Night- mangasorozat szerzője. A kissé merev, és érzéketlen személyisége ellenére valójában törődik másokkal, ezért Suruga tsundere-nek titulálja.
Gai Takarada (高良田 概; /; Hepburn: Takarada Gai) Naoya Takarada (宝田 直也; Hepburn: Takarada Naoya)
Szinkronhangja: Jun'ichi Yanagita  (japán)
Az Alicetaria of the Scarlet című mangasorozat szerzője. Alicetaria nem volt hajlandó beszélni vele az iránta érzett haragja miatt (annak oka, hogy kegyetlen teremtett világa csak az emberek szórakozását szolgálja), amíg Sōta ki nem fejezte érzéseit és sajnálatát a története iránt. Miután Alicetaria megbocsájtott, csatlakozik az Altair legyőzésére irányuló erőfeszítésekhez.
Nishio Ōnishi (大西 にしお; Hepburn: Ōnishi Nishio)
Szinkronhangja: Jun Fukushima  (japán)
A The Milky Way of a Starry Sky írója, aki a Hyper Tension céghez tartozik, és Masaaki régi barátja. Ő egy hatalmas otaku és egy perverz, aki beleszeretett saját alkotásába.
Nobuyuki Sakamoto (坂本 宣之; Hepburn: Sakamoto Nobuyuki)
Az Avalken of Reminice tervezője, aki a történetet megelőzően autóbalesetben halt meg, de a nevét soha nem említették a sorozatban (a 4. részben csak a foglalkozásáról és a boncolási jelentéséről tesz említést).
Tenkyū Kurakuma (鞍隈 天球; Hepburn: Kurakuma Tenkyū)
A Record of the Night Window Demon című light novel szerzőjét Magane ölte meg ismeretlen indíttatásból és okból.
Aki Kikuchihara (菊地原 亜希; Hepburn: Kikuchihara Aki)
Szinkronhangja: Ayumi Tsunematsu  (japán)
A Helyzetek Ellenintézkedések Tanácsának főkoordinátora, aki a való világban megjelenő karakterekre való reagálásért felel. A sorozat eseményei után lemond kormányzati állásáról, és maga is Alkotó lesz.

## Soundtrack
A sorozat zenéjét Hiroyuki Sawano írta. Az albumot az Aniplex adta ki 2017. június 14-én, összesen 34 számmal, két lemezen. 
1. lemez

Az összes szám szerzője Hiroyuki Sawano.
| Re:CREATORS Original Soundtrack - CD1 | Re:CREATORS Original Soundtrack - CD1 | Re:CREATORS Original Soundtrack - CD1 | Re:CREATORS Original Soundtrack - CD1 | Re:CREATORS Original Soundtrack - CD1 | Re:CREATORS Original Soundtrack - CD1 | Re:CREATORS Original Soundtrack - CD1 | Re:CREATORS Original Soundtrack - CD1 | Re:CREATORS Original Soundtrack - CD1 | Re:CREATORS Original Soundtrack - CD1 |
| #                                     | Cím                                   | Performer(s)                          | Hossz                                 |                                       |                                       |                                       |                                       |                                       |                                       |
| ------------------------------------- | ------------------------------------- | ------------------------------------- | ------------------------------------- | ------------------------------------- | ------------------------------------- | ------------------------------------- | ------------------------------------- | ------------------------------------- | ------------------------------------- |
| 1.                                    | God of ink                            | mpi                                   | 4:11                                  |                                       |                                       |                                       |                                       |                                       |                                       |
| 2.                                    | rE:CRe@T0RS                           |                                       | 5:37                                  |                                       |                                       |                                       |                                       |                                       |                                       |
| 3.                                    | Re:3$penS                             |                                       | 4:29                                  |                                       |                                       |                                       |                                       |                                       |                                       |
| 4.                                    | 4GL4yu8RE:E                           |                                       | 4:15                                  |                                       |                                       |                                       |                                       |                                       |                                       |
| 5.                                    | Hey39-udn                             |                                       | 3:59                                  |                                       |                                       |                                       |                                       |                                       |                                       |
| 6.                                    | RE:3343                               |                                       | 2:38                                  |                                       |                                       |                                       |                                       |                                       |                                       |
| 7.                                    | HERE I AM                             | Gemie                                 | 3:58                                  |                                       |                                       |                                       |                                       |                                       |                                       |
| 8.                                    | 2109-a8Ru件                           |                                       | 3:39                                  |                                       |                                       |                                       |                                       |                                       |                                       |
| 9.                                    | AL:Lu                                 | Eliana                                | 4:12                                  |                                       |                                       |                                       |                                       |                                       |                                       |
| 10.                                   | 高度8b6n                              |                                       | 4:35                                  |                                       |                                       |                                       |                                       |                                       |                                       |
| 11.                                   | 8sawOGRE6                             |                                       | 4:26                                  |                                       |                                       |                                       |                                       |                                       |                                       |
| 12.                                   | Layers                                | Aimee Blackschleger                   | 3:46                                  |                                       |                                       |                                       |                                       |                                       |                                       |
| 13.                                   | re:pianohi1tars                       |                                       | 3:27                                  |                                       |                                       |                                       |                                       |                                       |                                       |
| 14.                                   | ∞GodMachine                           |                                       | 4:18                                  |                                       |                                       |                                       |                                       |                                       |                                       |
| 15.                                   | ABYSSwaltz                            | Gemie                                 | 4:14                                  |                                       |                                       |                                       |                                       |                                       |                                       |
| 16.                                   | Pf:Creators                           |                                       | 2:24                                  |                                       |                                       |                                       |                                       |                                       |                                       |
| 17.                                   | 音:9RE:eita-zu                        |                                       | 6:35                                  |                                       |                                       |                                       |                                       |                                       |                                       |
| 18.                                   | BRAVE THE OCEAN                       | Eliana                                | 4:26                                  |                                       |                                       |                                       |                                       |                                       |                                       |
| 1:15:09                               |                                       |                                       |                                       |                                       |                                       |                                       |                                       |                                       |                                       |

2. lemez
| Re:CREATORS Original Soundtrack - CD2 | Re:CREATORS Original Soundtrack - CD2 | Re:CREATORS Original Soundtrack - CD2 | Re:CREATORS Original Soundtrack - CD2 | Re:CREATORS Original Soundtrack - CD2 | Re:CREATORS Original Soundtrack - CD2 | Re:CREATORS Original Soundtrack - CD2 | Re:CREATORS Original Soundtrack - CD2 | Re:CREATORS Original Soundtrack - CD2 | Re:CREATORS Original Soundtrack - CD2 |
| #                                     | Cím                                   | Hossz                                 |                                       |                                       |                                       |                                       |                                       |                                       |                                       |
| ------------------------------------- | ------------------------------------- | ------------------------------------- | ------------------------------------- | ------------------------------------- | ------------------------------------- | ------------------------------------- | ------------------------------------- | ------------------------------------- | ------------------------------------- |
| 1.                                    | E:verydaytor1                         | 5:50                                  |                                       |                                       |                                       |                                       |                                       |                                       |                                       |
| 2.                                    | Pf:CreatorsII                         | 2:23                                  |                                       |                                       |                                       |                                       |                                       |                                       |                                       |
| 3.                                    | E:verydaytor2                         | 3:56                                  |                                       |                                       |                                       |                                       |                                       |                                       |                                       |
| 4.                                    | Pf:CreatorsIII                        | 1:58                                  |                                       |                                       |                                       |                                       |                                       |                                       |                                       |
| 5.                                    | SawElephant4ゅ                        | 4:03                                  |                                       |                                       |                                       |                                       |                                       |                                       |                                       |
| 6.                                    | Pf:CreatorsIV                         | 2:58                                  |                                       |                                       |                                       |                                       |                                       |                                       |                                       |
| 7.                                    | E:verydaytor3                         | 5:54                                  |                                       |                                       |                                       |                                       |                                       |                                       |                                       |
| 8.                                    | Pf:CreatorsV                          | 2:11                                  |                                       |                                       |                                       |                                       |                                       |                                       |                                       |
| 9.                                    | God々-ground2SAY310                   | 4:33                                  |                                       |                                       |                                       |                                       |                                       |                                       |                                       |
| 10.                                   | Pf:CreatorsVI                         | 2:31                                  |                                       |                                       |                                       |                                       |                                       |                                       |                                       |
| 11.                                   | E:verydaytor4                         | 5:38                                  |                                       |                                       |                                       |                                       |                                       |                                       |                                       |
| 12.                                   | ○DA-world2HEN火90                     | 1:36                                  |                                       |                                       |                                       |                                       |                                       |                                       |                                       |
| 13.                                   | God of ink <RE:Instrumental>          | 4:11                                  |                                       |                                       |                                       |                                       |                                       |                                       |                                       |
| 14.                                   | HERE I AM <RE:Instrumental>           | 3:56                                  |                                       |                                       |                                       |                                       |                                       |                                       |                                       |
| 15.                                   | Layers <RE:Instrumental>              | 3:44                                  |                                       |                                       |                                       |                                       |                                       |                                       |                                       |
| 16.                                   | BRAVE THE OCEAN <RE:Instrumental>     | 4:24                                  |                                       |                                       |                                       |                                       |                                       |                                       |                                       |
| 0:59:46                               |                                       |                                       |                                       |                                       |                                       |                                       |                                       |                                       |                                       |